# Song Baoqing
Pour les articles homonymes, voir Song (homonymie).
Dans ce nom chinois, le nom de famille, Song, précède le nom personnel.
Song Baoqing (宋宝庆), né le 16 octobre 1981, est un coureur cycliste chinois.

## Palmarès et résultats

### Palmarès par année
- 2006
  -  Médaillé d'or du contre-la-montre aux Jeux asiatiques
  -  Champion de Chine du contre-la-montre
- 2007
  -  Champion de Chine du contre-la-montre
- 2009
  - 4e du championnat du monde du contre-la-montre "B"
  - 4e du championnat d'Asie du contre-la-montre

### Classements mondiaux
| Année         | 2008 | 2009 |
| ------------- | ---- | ---- |
| UCI Asia Tour | 163e | 199e |